# Crinia sloanei
Crinia sloanei es una especie  de anfibios de la familia Myobatrachidae.

## Distribución geográfica
Se encuentra Australia.